# Servicio Ejecutivo de la Comisión de Prevención del Blanqueo de Capitales e Infracciones Monetarias
El Servicio Ejecutivo de la Comisión de Prevención del Blanqueo de Capitales e Infracciones Monetarias (SEPBLAC) es la unidad de inteligencia financiera del Ministerio de Economía, Comercio y Empresa del Gobierno de España. Asimismo, es la Unidad de Inteligencia Financiera, autoridad supervisora en materia de prevención del blanqueo de capitales y de la financiación del terrorismo y ejecución de las sanciones y contramedidas financieras de la Ley de prevención del blanqueo de capitales y de la financiación del terrorismo. 
Desde el 30 de octubre de 2020, el director del Servicio Ejecutivo es Pedro Manuel Comín Rodríguez.

## Funciones
El Sepblac depende de la Comisión de Prevención del Blanqueo de Capitales e Infracciones Monetarias de la Secretaría de Estado de Economía y Apoyo a la Empresa. Fue creado en 1980 como el Servicio Ejecutivo de la Comisión de Vigilancia de las Infracciones de Control de Cambios, reformada en 1993 y renombrada como se conoce en la actualidad.
Su labor fundamental es luchar contra el blanqueo de capitales y la financiación del terrorismo, cooperando con la labor del Grupo de Acción Financiera Internacional (GAFI), del que España es parte desde 1990. Tiene autoridad supervisora y de ejecución de las sanciones y contramedidas financieras.
Las competencias relativas al régimen económico, presupuestario y de contratación del Sepblac son ejercidas por el Banco de España en los términos del convenio suscrito entre dicha institución y la CPBCIM.
La Ley 10/2010, de 28 de abril, de prevención del blanqueo de capitales y de la financiación del terrorismo reguló la relación de los sujetos obligados con el Sepblac y su deber de comunicación con la unidad. Dicha ley fue desarrollada en el reglamento de la Ley 10/2010, aprobado en el Real Decreto 304/2014, de 5 de mayo.
Están adscritas al Sepblac la Brigada Central de Inteligencia Financiera del Cuerpo Nacional de Policía, la Unidad de Investigación de la Guardia Civil y una unidad de inteligencia financiera de la Agencia Tributaria.